# San Jose (Tarlac)
San Jose is een gemeente in de Filipijnse provincie Tarlac op het eiland Luzon. Bij de laatste census in 2007 had de gemeente bijna 33 duizend inwoners.

## Geografie

### Bestuurlijke indeling
San Jose is onderverdeeld in de volgende 13 barangays:
| - Burgos - David - Iba - Labney - Lawacamulag - Lubigan - Maamot | - Mababanaba - Moriones - Pao - San Juan de Valdez - Sula - Villa Aglipay |

## Demografie
San Jose had bij de census van 2007 een inwoneraantal van 32.728 mensen. Dit zijn 3.288 mensen (11,2%) meer dan bij de vorige census van 2000. De gemiddelde jaarlijkse groei komt daarmee uit op 1,47%, hetgeen lager is dan het landelijk jaarlijks gemiddelde over deze periode (2,04%). Vergeleken met de census van 1995 is het aantal mensen met 7.255 (28,5%) toegenomen.

De bevolkingsdichtheid van San Jose was ten tijde van de laatste census, met 32.728 inwoners op 275,85 km², 92,3 mensen per km².